# Hans Hartvig Seedorffs Stræde
Hans Hartvig Seedorffs Stræde i Aarhus er navngivet til ære for den aarhusianske forfatter Hans Hartvig Otto Seedorff Pedersen (1892-1986). Strædet ligger mellem Rådhuspladsen og Østergade. Dette navn fik gaden i 1977 - der dog ikke mere er et stræde, men en trafikeret gade med buskørsel. Men før dette, havde den haft tre andre navne: Pistolstræde, Asylvej og Asylgade.
Oprindeligt hed den Pistolstræde. Ifølge mundtlige overleveringer opstod dette navn, fordi officerer ved 3. dragonregiment i sin tid havde holdt skydeøvelser med pistol her. Dengang var vejen formentlig kun en toldersti langs Frederiksgades baghaver i lighed med tolderstierne Posthussmøgen og Telefonsmøgen. Første gang Pistolstræde nævnes i vejviseren var i 1876, hvor der kun var én beboer i strædet. I folketællingen for 1890 har strædet to husnumre. I nummer 10 lå Fønns skole med syv beboere: skolelederen Vilhelm Lars Clemens Fønns' fem familiemedlemmer, en husjomfru og en tjenestetyende. Det var en privat skole opført i 1884 for piger og drenge, en af de største privatskoler i Aarhus med næsten 200 elever. I nummer 12 lå børneasylet Børnely med fire beboere, det var tre diakonisser og en tjenestepige.
En af disse var søster Gerda Marie Petersen der kom til at bo her i 57 år - hun startede hjemmehjælpen i Aarhus som blev den første af sin art i Danmark. Denne bygning blev fredet i 2010.
I 1892 ændrede kommunen strædets navn til Asylvej efter det børneasyl, der kom til i 1883. Skoleleder Fønns var ikke tilfreds med navnet, da ordet 'vej' kunne få folk til at tro, at hans skole lå uden for byen. Han foreslog derfor det nye navn skulle være Asylgade. Men det afslog kommunen. I 1930 havde Asylvej stadig kun husnummer 10, nu med nitten beboere og nummer 12 med syv beboere. I denne gamle skolebygning kom Mineralvandsfabrikken 'Sct. Paul' senere til at ligge. I nummer 5 ligger en stor 5-etages bygning opført i 1921, der har været magasinbygning for Rahrs Tekniske Forretning.
I 1938 kom vejnavnet igen til voldsom diskussion i byrådet. I debatten kom andre navne på banen: Rådhusgade og Rådhusstræde. Selv det gamle navn Pistolstræde og Revolverstræde blev foreslået. Enighed kunne man ikke opnå, så man besluttede sig uden særlig begejstring for Asylgade som en foreløbig løsning "Om der skulle ske en Ændring ved en senere Udvidelse af Gaden, kunne drøftes til den Tid", som man skrev i byrådsforhandlingerne. I 1969-71 blev Asylgade forlænget til Åboulevarden ved gennembrud i Østergade. Den nye gade fik navnet Busgaden, idet den er forbeholdt bybustrafikken.
Det foreløbige gadenavn Asylgade skulle vise sig at holde i næsten 40 år. Indtil man i 1977 besluttede at ændre navnet til Hans Hartvig Seedorffs Stræde.